# Dinar de Bosnie-Herzégovine
Pour les articles homonymes, voir Dinar.
Le dinar de Bosnie-Herzégovine est l'ancienne unité monétaire de la Bosnie-Herzégovine de 1992 à 1998. Il a été remplacé par le mark convertible.
Abandonnant le dinar yougoslave, la Bosnie-Herzégovine proclame son indépendance en 1992 et en juillet, fabrique ses proches billets de banque, pour des valeurs allant de 10 à 1 000 dinars. Au début de la guerre de Bosnie-Herzégovine, le cours du dinar s'effondre, laissant place à une hyperinflation. En novembre, des coupures sont contremarquées en urgence pour des montants de 100 000 dinars. 
En août 1994, est lancé un nouveau dinar au taux de 1 pour 10 000. Une nouvelle série de billets est fabriquée, pour des montants de 10 à 500 nouveaux dinars bosniaques, figurant le pont de Mostar.
Entre 1995 et 1997, la monnaie est de nouveau anéantie par l'hyperinflation du fait de la guerre. Seul le deutschemark circule, comme monnaie de confiance, au taux officiel de 100 dinars pour 1 mark.
En 1998, le dinar est remplacé par le mark convertible de Bosnie-Herzégovine.